# Kroll (sprzęt sportowy)
Kroll (stosowana jest też nazwa krol lub niespolszczona croll) – sprzęt sportowy stosowany w speleologii (a właściwie: w alpinizmie podziemnym). Obok takich urządzeń jak np. płanieta czy dressler zaliczany jest do tzw. małp.

## Budowa

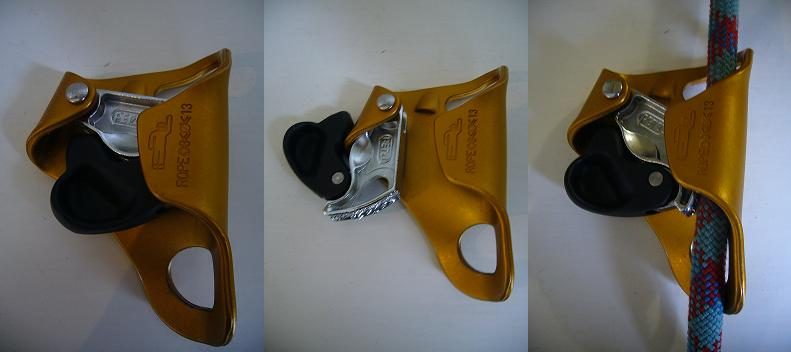
Kroll firmy Petzl

Kroll wykonany jest z trwałych stopów nierdzewnych. Dominują obecnie stopy aluminium, aczkolwiek stosowane były również różne stale, a nawet stopy tytanu.
Zasadniczo składa się z kawałka odpowiednio profilowanej, grubej blachy oraz z umieszczonego w nim ruchomego bloczka, na którym znajdują się zadziorki, bruzdy lub nacięcia. W krollu znajdują się dwa otwory, umożliwiające wpięcie karabinków. 

## Technika
Kroll jest urządzeniem zaciskowym służącym przede wszystkim do pokonywania pionowych odcinków jaskiń za pomocą liny, bez konieczności kontaktu ze ścianą. Możliwe jest to dzięki ruchomemu bloczkowi, który zaciska się pod obciążeniem na linie, przy czym zaciśnięcie możliwe jest tylko po obciążeniu w dół urządzenia. Umożliwia to poruszanie się tylko w jedną stronę liny.
Kroll ze względu na brak rączki i najprostszą wśród małp budowę używany jest wyłącznie jako sprzęt piersiowy tzn. przymocowany za pomocą karabinków na piersi osoby wspinającej się. 

## Rodzaje, producenci
W Polsce dominuje sprzęt produkowany przez firmę Petzl.